# レッド・エバンス
レッド・エバンス（Redd Evans、1912年7月6日 - 1972年8月29日）は、アメリカ合衆国の作詞作曲家である。
代表作は"There! I've Said It Again"（邦題『ブルー・ファイア』）であり、この曲はデイビッド・マンによって歌われた後、ボビー・ヴィントンが歌って1964年1月4日にBillboard Hot 100のナンバーワンになったことで有名となった。他にナット・キング・コール、フランク・シナトラ、ドリス・デイらにも楽曲を提供している。他に知られる曲に"Don't Go to Strangers"、"Rosie the Riveter"、"The Frim-Fram Sauce"などがある。